# دنيس هاتاور
دنيس هاتاور هو شخصية أعمال وسياسي أمريكي، ولد في 28 أكتوبر 1941 في واشنطن العاصمة في الولايات المتحدة.